# الوارو کلاوسی
الوارو کلاوسی (انگلیسی: Álvaro Clausí؛ زادهٔ ۷ آوریل ۱۹۹۳) بازیکن فوتبال اهل اسپانیا است.
از باشگاه‌هایی که در آن بازی کرده‌است می‌توان به باشگاه فوتبال هرکولس اشاره کرد.